# À la merveille
Pour plus de détails, voir Fiche technique et Distribution.
À la merveille (To the Wonder) est un drame américain écrit et réalisé par Terrence Malick.
Il a été présenté en compétition en 2012 lors de la 69e Mostra de Venise et sort au cinéma en France en mars 2013.

## Synopsis
Neil et Marina passent un séjour en amoureux en France, d'abord à Paris puis au mont Saint-Michel. Marina décide de raccompagner Neil en Oklahoma avec sa fille Tatiana, qui apprécie beaucoup Neil. Là-bas, Neil travaille pour des entreprises de terrassement et se trouve affecté par le fait que les travaux polluent les sols et rendent malades les habitants des alentours. Le ménage vit alors heureux. Marina, femme divorcée, demande conseil à un prêtre nommé Quintana pour la possibilité de remariage. Ce prêtre, dont on entend la pensée en espagnol, semble avoir perdu la foi, ou du moins il ne sent plus la présence de Dieu autour de lui. Ses journées sont consacrées à aller voir les plus démunis et à les écouter. Pendant ce temps, le ménage de Neil et Marina se délite, ce qui est accentué par une crispation de la relation entre Tatiana et Neil, la belle-fille lui disant lors d'une dispute : « Tu n'es pas mon père ». Marina et Tatiana finissent par repartir en France. Neil renoue alors avec une amie d'enfance, Jane. Marina revient dans l'Oklahoma sans Tatiana. Leur couple est au plus mal, et après plusieurs nouvelles disputes, ils décident de divorcer.

## Fiche technique
- Titre original : To the Wonder
- Titre français : À la merveille
- Titre québécois  : À la merveille
- Réalisation : Terrence Malick
- Scénario : Terrence Malick
- Direction artistique : Jack Fisk
- Décors : David Crank
- Costumes : Jacqueline West
- Photographie : Emmanuel Lubezki
- Son : Craig Berkey
- Montage : A.J. Edwards, Keith Fraase, Shane Hazen, Christopher Roldan, Mark Yoshikawa
- Musique : Hanan Townshend
- Production : Nicolas Gonda et Sarah Green
- Société de production : FilmNation Entertainment et Redbud Pictures
- Société de distribution :
- Pays de production :  États-Unis
- Langue originale : anglais, français, espagnol
- Format : Couleurs - 35 mm - 2.35:1 - Son Dolby numérique
- Genre : Drame
- Durée : 112 minutes
- Dates de sortie[2] : 
  - Italie : 2 septembre 2012 (Mostra de Venise 2012)
  - France : 6 mars 2013
  - États-Unis : avril 2013

## Distribution
- Olga Kurylenko : Marina
- Ben Affleck : Neil
- Javier Bardem : le père Quintana
- Rachel McAdams : Jane
- Tatiana Chiline : Tatiana

## Production
Le film est annoncé dès février 2010, avec Christian Bale comme tête d'affiche. La production débute alors que le film n'a même pas de titre officiel, et ce avant même la sortie du précédent film de Terrence Malick, The Tree of Life.

### Casting
Christian Bale était à l'origine sur le projet, mais il a dû le quitter et être remplacé par Ben Affleck,.
Jessica Chastain, Rachel Weisz, Amanda Peet, Barry Pepper et Michael Sheen ont été engagés mais finalement coupés au montage,.

### Tournage
Le tournage débute en septembre 2010 en Oklahoma à Bartlesville et Pawhuska,. En mai 2011, le réalisateur recontacte certains de ses acteurs pour tourner quelques scènes à Paris. Certaines scènes sont également tournées au Mont-Saint-Michel.
Un court-métrage Thy Kingdom Come, composé d'entretiens entre des habitants d'Oklahoma et Javier Bardem non inclus dans le film, sort en 2018.
Le tournage est terminé avant même la sortie en salles de The Tree of Life.

## Distinctions
Source : Internet Movie Database

### Récompenses
- Mostra de Venise 2012 : Prix SIGNIS
- San Diego Film Critics Society Awards 2013 : meilleure photographie

### Nomination
- Mostra de Venise 2012 : En compétition pour le Lion d'or.

## Réception critique
Durant la Mostra de Venise 2012, sélectionné en compétition, le film a beaucoup divisé les critiques, qui le trouvaient parfois ridicule et superficiel, malgré une technique et des images splendides.

« Avec To the Wonder, Terrence Malick continue de prendre des risques, oscillant entre ridicule et ravissement (...) Ceux qui ne supportent pas les rêveries spirituelles de Malick feront l'impasse, mais malgré ses défauts, c'est une œuvre magnifique qui mérite de trouver un distributeur, une œuvre qui nous vient d'un réalisateur qui n'a pas perdu sa capacité à émouvoir et à surprendre. »

— Variety

« Le nouveau film très attendu de l’Américain Terrence Malick a reçu au Lido un accueil bien froid – inversement proportionnel à la profondeur et à la puissance qui s’en dégagent. (...) Là où The Tree of Life conservait une part de métaphysique dans ce qui pouvait être vu comme une tentative cosmogonique de compréhension du monde, To the Wonder résonne comme une magnifique prière, puisant sa force dans le doute et la mélancolie. (...) Impossible de dire toute l’émotion suscitée par ce film à la très haute ambition, interrogation sublime sur l’amour terrestre – sa beauté, sa force, ses limites, ses faiblesses – et l’amour divin – quête d’absolu qui condamne au constat de sa propre défaillance. »

— Arnaud Schwartz, La Croix

« La technique de Malick a beau être très accomplie par bien des côtés, elle tombe ici à plat, surtout dans une deuxième heure laborieuse, où la beauté visuelle se transforme en gribouillage faute d’objectifs narratifs forts. »

— The Hollywood Reporter

« Malick est un poète accompli du cinéma, et c'est une noble ambition que de vouloir atteindre une transcendance lyrique à l'écran. Mais ça n'autorise pas à faire n'importe quoi. (...) Son imagerie exquise et fluide, son architecture sonore élégante sont certainement plaisantes à l'œil et à l'oreille... Mais les actions et les motivations de ces personnages juste esquissés peinent à offrir une substance propre à nourrir l'esprit. »

— Thompson on Hollywood

« Malick filme, comme dans The Tree of Life, la matière des choses. Les personnages passent leur temps à toucher de l'eau, le blé des champs, à ouvrir grand leurs bras vers le ciel, à respirer fort. Malick filme les mains qui se frôlent, les peaux en gros plan, la lumière du coucher de soleil qui se reflète dans les champs, sur les buffles. Le problème, c'est que, si la première demi-heure enchante..., sur deux heures, cette façon de faire est profondément agaçante. »

— 7sur7

« Entre élégie, lyrisme et philosophie pour les Nuls, Malick flotte à nouveau dans un espace décidément trop grand pour lui. »

— Thomas Baurez, Studio Ciné Live